# Michał Matyas
Michał Franciszek Mieczysław Matyas (ur. 28 września 1912 w Brzozowie, zm. 22 października 1975 w Krakowie) – polski piłkarz grający na pozycji napastnika, reprezentant kraju, olimpijczyk, trener.
Michał Matyas był jednym z najlepszych międzywojennych polskich piłkarzy, a także jednym z najbardziej utytułowanych trenerów w historii polskiej piłki nożnej. Podczas kariery piłkarskiej nosił przydomek "Pan Myszka". Reprezentował barwy Lechii Lwów, Pogoni Lwów, Naftowyka Borysław, Dynama Kijów oraz Polonii Bytom.
Jako trener prowadził AKS Chorzów, dwukrotnie Polonię Bytom, dwukrotnie Wisłę Kraków, trzykrotnie reprezentację Polski, Wartę Poznań, dwukrotnie Stal Mielec, trzykrotnie Cracovię, Odrę Opole oraz Czarnych Jasło, a także był asystentem w Polonii Bytom.

## Kariera piłkarska
Michał Matyas karierę piłkarską rozpoczął w 1924 roku w juniorach Lechii Lwów, w których występował do 1926 roku. Następnie grał w juniorach Pogoni Lwów, z którą w 1929 roku podpisał profesjonalny kontrakt, w której łącznie rozegrał 156 meczów ligowych, w których strzelił 100 goli. Z tym klubem trzykrotnie zdobył wicemistrzostwo Polski (1932, 1933, 1935 (Król strzelców – 22 gole).
We wrześniu 1939 roku po zajęciu Lwowa przez radzieckich żołnierzy klub przestał istnieć i tym samym Matyas rozpoczął występy w Naftowyku Borysław. Z końcem 1940 roku wraz z Aleksandrem Skoceniem, Tadeuszem Jedynakiem, Mieczysławem Górskim i Ołehem Łajewskim został przeniesiony do Dynama Kijów, w barwach którego Matyas w sezonie 1941 rozegrał 6 meczów ligowych, w których strzelił 2 gole.
Po zakończeniu II wojny światowej w 1945 roku Michał Matyas w wyniku wysiedlenia Polaków ze Lwowa przeniósł się na Górny Śląsk, gdzie został zawodnikiem Polonii Bytom i już w pierwszym roku gry w tym klubie został uznany najlepszym śląskim zawodnikiem. Po sezonie 1948 oraz rozegraniu 16 meczów ligowych i strzeleniu 7 goli, Matyas w wieku 36 lat zakończył piłkarską karierę. Łącznie rozegrał 172 mecze ligowe, w których strzelił 108 goli.

## Kariera reprezentacyjna
Michał Matyas w reprezentacji Polski w latach 1932–1939 rozegrał 18 meczów, w których strzelił 7 goli. Debiut zaliczył 10 lipca 1932 roku na Stadionie Wojska Polskiego w Warszawie w wygranym 2:0 meczu towarzyskim z reprezentacją Szwecji, jednak pierwszego gola w Biało–Czerwonych barwach strzelił 2 października 1932 roku, kiedy to w 8. minucie zdobył pierwszego gola w meczu towarzyskim z reprezentacją Rumunii rozegranym na Stadionul ONEF w Bukareszcie, po pierwszej połowie meczu Matyas został zmieniony przez Stanisława Malczyka, a mecz zakończył się zwycięstwem drużyny gości 5:0.
W 1936 roku został powołany przez selekcjonera Józefa Kałużę na turniej olimpijski 1936 w Berlinie, na którym zagrał w jednym meczu: o 3. miejsce z reprezentacją Norwegii, który zakończył się porażką Biało–Czerwonych 3:2, którzy tym samym zakończyli turniej na 4. miejscu. Ostatni mecz w reprezentacji Polski rozegrał 22 stycznia 1939 roku na Parc des Princes w Paryżu, kiedy to Biało–Czerwoni przegrali 4:0 z reprezentacją Francji.

## Kariera trenerska
Michał Matyas po zakończeniu kariery piłkarskiej rozpoczął karierę trenerską, będąc asystentem trenera w Polonii Bytom, po czym został pierwszym trenerem AKS-u Chorzów, potem w 1949 roku zastąpił Wacława Kuchara na stanowisku trenera Polonii Bytom. Był także trenerem Pogoni Prudnik.
W okresie 1 grudnia 1950–31 lipca 1954 roku trenował Gwardię Kraków, z którą w sezonie 1951 wygrał rozgrywki ligowe, jednak w wyniku porażki 2:0 z Unionem Chorzów w finale Pucharu Polski, które w tym sezonie były oficjalnymi mistrzostwami Polski, tytuł mistrza Polski przyznano Unionowi Chorzów, natomiast drużynie Matyasa przyznano tytuł Mistrza Ligi. Gwardia Kraków pod wodzą Matyasa dwukrotnie zajęła 3. miejsce w ekstraklasie (1952, 1953) oraz dotarła do finału Pucharu Polski 1954.
Następnymi klubami w karierze trenerskiej Matyasa były: Warta Poznań (1955–1956), Stal Mielec (1957–1958), Cracovia (1959–1961), Odra Opole (1961), ponownie Stal Mielec (1962–1963). W latach 1963–1965 ponownie trenował Polonię Bytom, z którą w sezonie 1963/1964 dotarł do finału Pucharu Polski oraz Pucharu Karla Rappana, natomiast w sezonie 1964/1965 zdobył Puchar Intertoto oraz Puchar Ameryki.
Następnie w okresie 1 stycznia 1968–30 listopada 1969 roku ponownie trenował Cracovię, a okresie 1 grudnia 1969–11 czerwca 1970 roku trenował Górnik Zabrze, z którym w sezonie 1969/1970 zajął 3. miejsce w ekstraklasie, zdobył Puchar Polski, a także osiągnął największy sukces w historii klubowej polskiej piłki nożnej, jakim był awans do finału Pucharu Zdobywców Pucharów, który został zdobyty w dramatycznych okolicznościach: po trzech meczach z włoską AS Romą zakończonych remisem (1:1, 2:2, 1:1), a po trzecim meczu rozegranym 22 kwietnia 1970 roku we francuskim Strasburgu, o awansie do finału zadecydowało losowanie rzutem monetą, które okazało się szczęśliwe dla klubu z Górnego Śląska, który tym samym w finale rozegranym na austriackiej Praterze w Wiedniu spotkał się z angielskim Manchesterem City, jednak zakończył się porażką górnośląskiego klubu 2:1.
Potem ponownie trenował Wisłę Kraków (1970–1971), po raz trzeci Cracovię (1972–1973), a ostatnim klubem w karierze trenerskiej Matyasa był Czarni Jasło, którego trenował w 1975 roku.

### Reprezentacja Polski
Michał Matyas w międzyczasie trzykrotnie był selekcjonerem reprezentacji Polski (1952, 1954 oraz 1966–1967), którą prowadził łącznie w 12 meczach, których bilans wygląda następująco: 3 zwycięstwa, 3 remisy, 6 porażek, bramki: 13–17. Prowadził Biało-Czerwonych na turnieju olimpijskim 1952 w Helsinkach, na którym drużyna Matyasa wygrała w rundzie wstępnej z reprezentacją Francji, natomiast w pierwszej rundzie przegrała 2:0 z reprezentacją Danii i tym samym zakończyła udział w tym turnieju. 

## Statystyki

### Reprezentacyjne
| Reprezentacja | Rok     | Mecze | Bramki |
| ------------- | ------- | ----- | ------ |
| Polska        |         |       |        |
| 1932          | 2       | 1     |        |
| 1933          | 3       | 0     |        |
| 1934          | 2       | 0     |        |
| 1935          | 4       | 4     |        |
| 1936          | 4       | 1     |        |
| 1937          | 2       | 1     |        |
| 1938          | 0       | 0     |        |
| 1939          | 1       | 0     |        |
| Łącznie       | Łącznie | 18    | 7      |

| Mecze i gole w reprezentacji | Mecze i gole w reprezentacji | Mecze i gole w reprezentacji | Mecze i gole w reprezentacji | Mecze i gole w reprezentacji | Mecze i gole w reprezentacji | Mecze i gole w reprezentacji | Mecze i gole w reprezentacji |
| Lp.                          | Data                         | Miasto                       | Przeciwnik                   | Wynik                        | Gol                          | Rozgrywki                    | Uwaga                        |
| ---------------------------- | ---------------------------- | ---------------------------- | ---------------------------- | ---------------------------- | ---------------------------- | ---------------------------- | ---------------------------- |
| 1.                           | 10.07.1932                   | Warszawa                     | Szwecja                      | 2:0                          |                              | Mecz towarzyski              |                              |
| 2.                           | 02.10.1932                   | Bukareszt                    | Rumunia                      | 5:0                          | Gol                          | Mecz towarzyski              | do 46'                       |
| 3.                           | 04.06.1933                   | Warszawa                     | Belgia                       | 0:1                          |                              | Mecz towarzyski              | do 32'                       |
| 4.                           | 15.10.1933                   | Warszawa                     | Czechosłowacja               | 1:2                          |                              | El. Mundialu 1934            |                              |
| 5.                           | 03.12.1933                   | Berlin                       | III Rzesza                   | 0:1                          |                              | Mecz towarzyski              |                              |
| 6.                           | 21.05.1934                   | Kopenhaga                    | Dania                        | 2:4                          |                              | Mecz towarzyski              |                              |
| 7.                           | 23.05.1934                   | Sztokholm                    | Szwecja                      | 2:4                          |                              | Mecz towarzyski              |                              |
| 8.                           | 12.05.1935                   | Wiedeń                       | Austria                      | 2:5                          | Gol · Gol                    | Mecz towarzyski              |                              |
| 9.                           | 18.08.1935                   | Katowice                     | Jugosławia                   | 2:3                          | Gol                          | Mecz towarzyski              |                              |
| 10.                          | 06.10.1935                   | Warszawa                     | Austria                      | 1:0                          | Gol                          | Mecz towarzyski              |                              |
| 11.                          | 03.11.1935                   | Bukareszt                    | Rumunia                      | 1:4                          |                              | Mecz towarzyski              |                              |
| 12.                          | 16.02.1936                   | Bruksela                     | Belgia                       | 2:0                          |                              | Mecz towarzyski              |                              |
| 13.                          | 13.08.1936                   | Berlin                       | Norwegia                     | 2:3                          |                              | Igrzyska olimpijskie 1936    |                              |
| 14.                          | 06.09.1936                   | Ryga                         | Łotwa                        | 3:3                          | Gol                          | Mecz towarzyski              |                              |
| 15.                          | 13.09.1936                   | Warszawa                     | III Rzesza                   | 1:1                          |                              | Mecz towarzyski              |                              |
| 16.                          | 04.07.1937                   | Łódź                         | Rumunia                      | 2:4                          | Gol                          | Mecz towarzyski              |                              |
| 17.                          | 12.09.1937                   | Warszawa                     | Dania                        | 3:1                          |                              | Mecz towarzyski              |                              |
| 18.                          | 22.01.1939                   | Paryż                        | Francja                      | 0:4                          |                              | Mecz towarzyski              |                              |

## Sukcesy

### Zawodnicze
Pogoń Lwów
- Wicemistrzostwo Polski: 1932, 1933, 1935

### Szkoleniowe
Gwardia Kraków
- Wicemistrzostwo Polski: 1951
- 3. miejsce w ekstraklasie: 1952, 1953
- Mistrzostwo ligi: 1951
- Finał Pucharu Polski: 1951, 1954

Polonia Bytom
- Finał Pucharu Polski: 1964
- Puchar Karla Rappana: 1965
- Finał Pucharu Karla Rappana: 1964
- Puchar Ameryki: 1965

Górnik Zabrze
- 3. miejsce w ekstraklasie: 1970
- Puchar Polski: 1970
- Finał Pucharu Zdobywców Pucharów: 1970

### Indywidualne
- Król strzelców ekstraklasy: 1935 (22 gole)

## Śmierć
Michał Matyas zmarł 22 października 1975 roku w Krakowie w wieku 63 lat. Został pochowany na cmentarzu Rakowickim w Krakowie (kw. XXXVII-16-7).

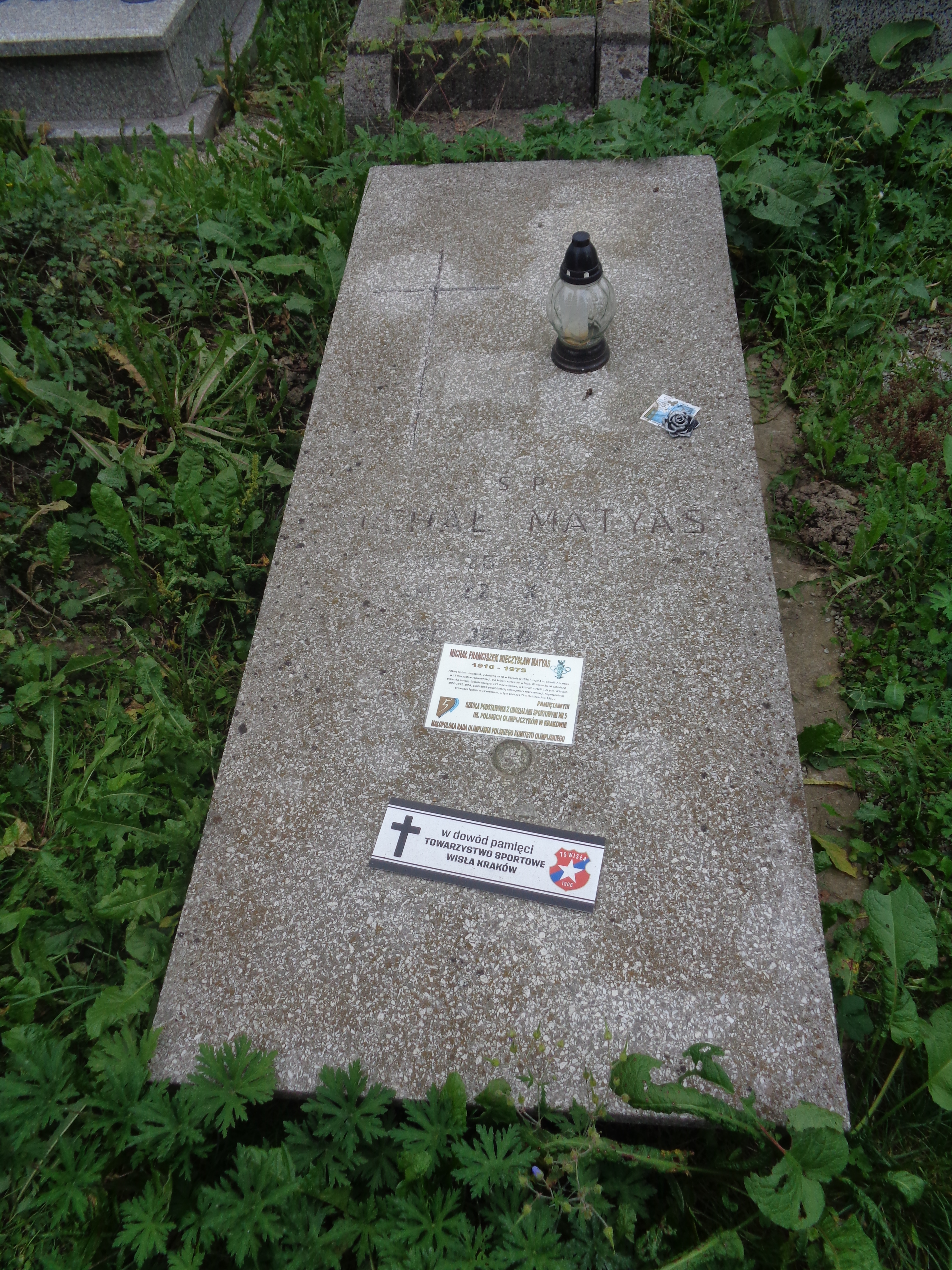
Grób Michała Matyasa na cmentarzu Rakowickim

## Ciekawostki
- Podczas meczu Polonii Bytom z Ruchem Chorzów, Michał Matyas doprowadził do zamieszek na trybunach. Zawodnik Ruchu Chorzów – Edward Lasecki wielokrotnie go faulował. Matyas nie wytrzymał, kiedy ten go nazwał "Polską świnią" i spoliczkował go, za co został wyrzucony z boiska. Schodząc z boiska powiedział o wszystkim kibicom swojej drużyny, wtedy ktoś oddał strzał z pepeszy i zaczęła się awantura, która zakończyła się interwencją Milicji Obywatelskiej[1].